# Троицкое-Кайнарджи
«Троицкое-Кайнарджи» — утраченная усадьба графа П. А. Румянцева-Задунайского на возвышенном левом берегу Пехорки, в подмосковном селе Павлино (ныне один из районов города Балашиха). Основные сооружения спроектировал в 1770-е годы архитектор Карл Бланк.

## Екатерининская эпоха
До 1751 года селом Павлино, или Троицкое владели князья Голицыны. В описи 1704 года показан вотчинный двор с обширным хозяйством. В 1760 году за обустройство Троицкого взялась новая владелица — графиня Марья Андреевна Румянцева.
В 1774 году война с турками впервые принесла России крупные территориальные приобретения. Подписанный в болгарском селе Кайнарджи мирный договор был составлен сыном хозяйки, П. А. Румянцевым. Победоносное окончание войны Екатерина II повелела отметить в «белокаменной» неслыханными гуляниями и увеселениями на Ходынском поле.

Во время кайнарджийских празднеств императрица со всем двором приехала в Троицкое. Весь пышный кортеж разместился в роскошных шатрах. На открытом воздухе были расставлены столы для всех присутствующих, и троицкие старожилы ещё долго указывали местность «Столы», где, по преданию, пировали гости Румянцева. По местному преданию, сама императрица переименовала «Троицкое» в «Кайнарджи». Несколько дней длились торжества и увеселения; музыка, цыганское пение и пляска, по вечерам иллюминация и фейерверки на пруду.
В память об этих празднованиях в соседней деревне Фенино по проекту В. И. Демут-Малиновского был поставлен в 1833 году бронзовый памятник Екатерине с надписью на пьедестале: «От Екатерины дана сему месту знаменитость, оглашающая навсегда заслуги графа Румянцева-Задунайского». Сохранилось старинное описание памятника:

Опираясь на мраморный постамент, стоит крылатая богиня Мира с оливковой ветвью в левой руке. У её ног, вползая на постамент, извивается змея мудрости. На постаменте — бюст Екатерины в классическом шлеме, бюст «Северной Минервы». Гармоничные линии классической скульптуры мало соответствуют окружающей обстановке — пустынной деревенской улице, угловатым контурам палисадников и домов.

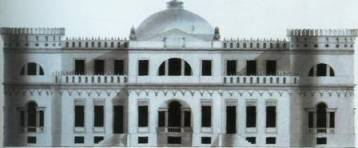
Эскиз дворцового фасада

Фельдмаршал Румянцев, управлявший Малороссией, почти постоянно жил в своих многочисленных южных поместьях, а в Подмосковье был редким гостем. Тем не менее он дал указание К. И. Бланку обновить в камне все сооружения усадьбы — Троицкую церковь, хозяйственные службы и оранжереи, сам господский дом.
Разобранный ещё в XIX веке дворец Румянцева — пример т. н. ложной готики, сочетающий общий классицистический подход с реминисценциями средневековья вроде угловых башенок. Вельможный заказчик любил вмешиваться в работу архитекторов и «выправлять» их замыслы. На Пехорке был устроен каскад из прудов (Золотого и Серебряного), а от дома к Кагуловой мызе (ферме) проложена аллея. Названия Кагул, Браилов, Бендеры и т. д. были призваны напоминать владельцу о громких победах над турками.

Извилистая главная аллея парка, по преданию, в точности повторяла изгибы течения Дуная, на берегах которого русские солдаты под водительством Румянцева громили турок. Деревья в парке подбирались с учётом рисунка кроны и контрастной сезонной окраски.

## Последующая судьба

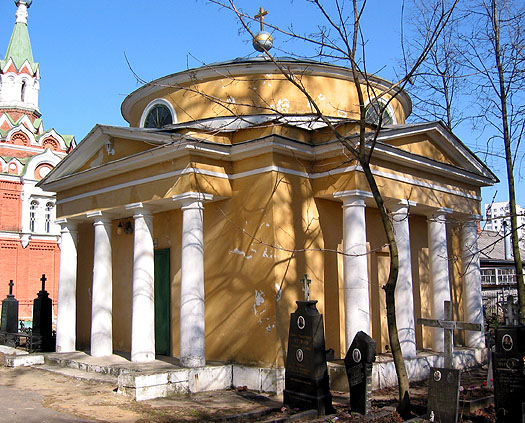
Часовня-мавзолей С. П. Румянцева

В 1812 году усадьба, называемая в просторечии Канаржи, была разорена французами; тогда же сгорела и шуточная крепость в турецком вкусе, где принимали в 1775 году императрицу. Сын полководца, Сергей Петрович (1755—1838), один из старожилов московского высшего общества, питал к этому имению особую привязанность. Уже распродав другие отцовские усадьбы, в Павлино он строил мавзолей-часовню, куда намеревался перенести из Киева прах отца.
После смерти в 1838 году Румянцева-младшего (последнего в роде) его наследницами были объявлены «воспитанницы» Кагульские: Варвара получила Фенино и Павлино, а Зинаида — деревню Корнеево (переименованную в Зенино). В ампирном мавзолее нашли своё пристанище останки графа Сергея Петровича, его дочери Варвары и её мужа, князя П. А. Голицына. Следующее поколение — князь Сергей Голицын с супругой — покоится у стен часовни.
Дочь четы Голицыных, в честь бабушки названная Варварой, в 1867 году возвела над могилой своего покойного мужа А. С. Муханова краснокирпичную Воскресенскую церковь, чей русский стиль плохо вяжется с палладианской усыпальницей старшего поколения. К тому времени в барском доме давно никто не жил, а окрестные угодья сдавались москвичам под дачи. Накануне событий 1917 года хиревшее с каждым годом имение принадлежало князю Н. С. Голицыну.
Кирпичные развалины последних светских построек на территории усадьбы были снесены в 2012 году. От ансамбля, составлявшего уникальный в своём роде памятник во славу побед русского оружия, уцелели только церковь и две часовни-усыпальницы.

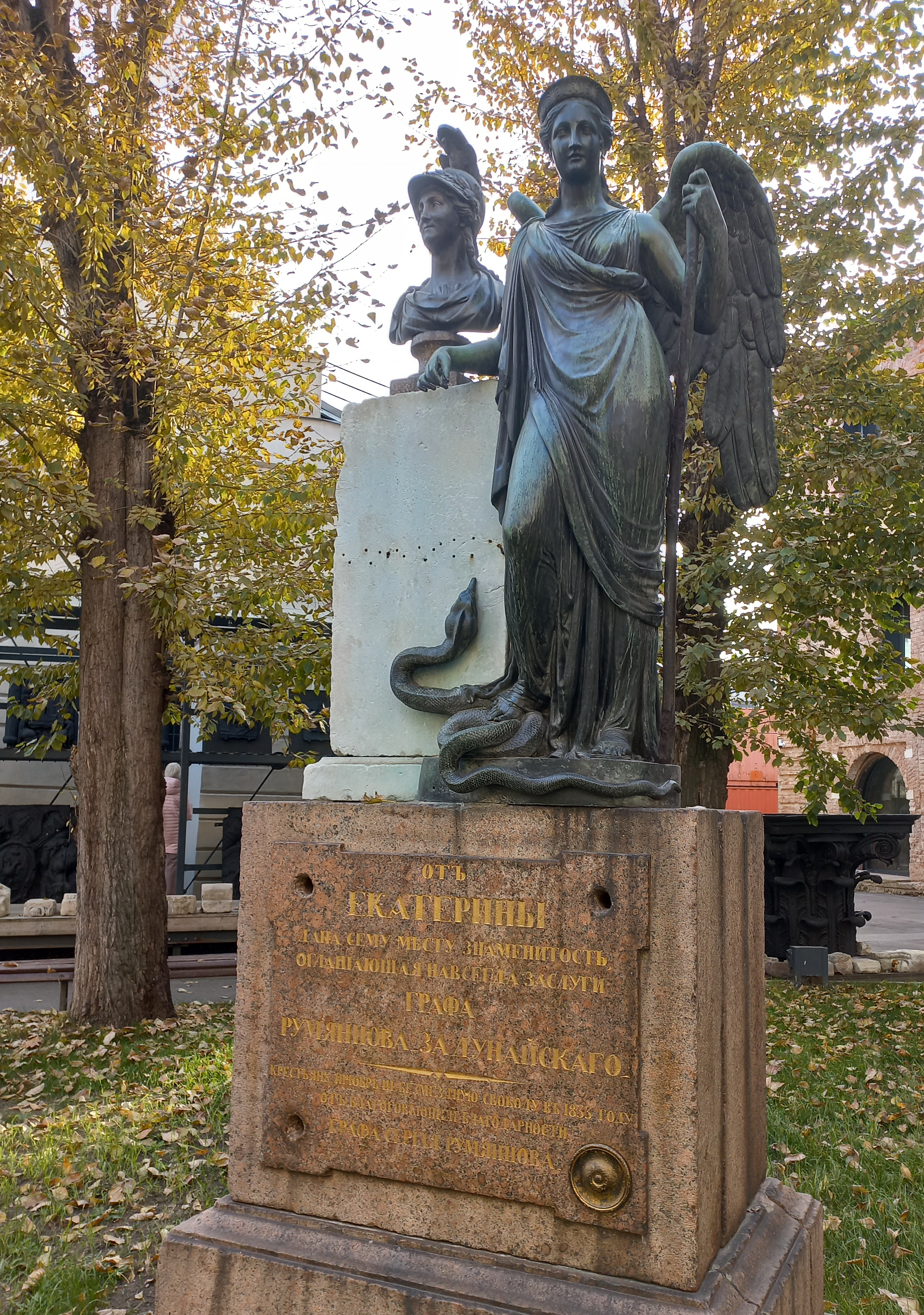

От Зенино сохранился в перестроенном виде дом Зинаиды Дивовой, урождённой Кагульской, изображённый на зарисовках в альбоме графа М. Д. Бутурлина.
Памятник императрице Екатерине был вывезен Зинаидой Сергеевной в 1860 году на дачу Соколовку, в советское время передан московскому музею архитектуры, где в настоящее время (2017) экспонируется во внутреннем дворе.
Последний владелец усадьбы князь Николай Сергеевич Голицын умер в 1920-х гг. во Франции, скорее всего в городе По, куда выехал после 1917 года.